# Upsalagade
Upsalagade er en gade i Indre by i København anlagt omkring 1890, der strækker sig i en halvbue omkring Stockholmsgade. Gaden udspringer således i den ene ende fra Stockholmsgade og munder i den anden ende ud i Hjalmar Brantings Plads og Stockholmsgade. Gaden gennemskæres af Lundsgade og tidligere blev den også gennemskåret af Malmøgade, der i dag kun udmunder i gaden. I gadens nordlige ende løber den parallelt med Holmens Kirkegård.
Upsalagde har tidligere huset Dronning Louises børnehospital, som i dag er indrettet til vuggestue og børnehave. I gaden finder man også Esajas Kirke opført mellem 1903-1912.
Upsalagade er ligesom nabogaderne præget af prestigebyggerier fra slutningen af 1800 tallet og eksklusive boliger, og der forefindes kun en enkelt restauration i gaden beliggende på hjørnet af Lundsgade.